# Paul Dillingham

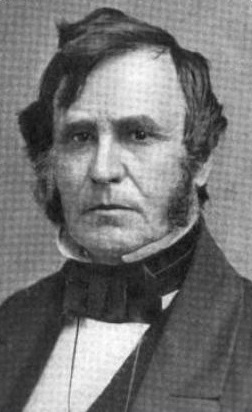
Paul Dillingham

Paul Dillingham, född 10 augusti 1799 i Shutesbury, Massachusetts, död 26 juli 1891 i Waterbury, Vermont, var en amerikansk politiker. Han var ledamot av USA:s representanthus 1843–1847 och guvernör i Vermont 1865–1867. Han var far till William P. Dillingham.
Dillingham studerade juridik och inledde sin karriär som advokat i Waterbury. Han var åklagare i Washington County 1835–1838.
Dillingham inledde sin politiska karriär som demokrat och blev invald i USA:s representanthus i kongressvalet 1842 med omval två år senare. Han bytte senare parti till Republikanska partiet och tjänstgjorde som viceguvernör i Vermont 1862–1865. Dillingham efterträdde 1865 J. Gregory Smith som guvernör och efterträddes 1867 av John B. Page.
Dillingham avled 1891 och gravsattes på Hope Cemetery i Waitsfield.